# Still Dreaming
Still Dreaming è il secondo album in studio della boy band sudcoreana TXT e il primo in lingua giapponese, pubblicato il 20 gennaio 2021.

## Antefatti e Descrizione
Nel novembre 2020 viene annunciato che i TXT avrebbero pubblicato il loro primo album in lingua giapponese e che questo avrebbe contenuto, oltre alle canzoni già edite nei loro precedenti single albums, Magic Hour e Drama, una versione in lingua giapponese della canzone Blue Hour dal loro EP Minisode1: Blue Hour e 3 tracce inedite: "Intro:Dreaming”, “Outro:Still” e "Force". Quest'ultima canzone è scritta da Motoki Omori, membro della band giapponese Mrs. Green Apple ed è usata come sigla d'apertura della seconda stagione dell'anime World Trigger.
L'album ha 6 varianti: 2 Versioni Limitate identificate dalle lettere A e B, una versione normale solo CD e e tre versioni limitate di quest'ultima. La tracklist è la stessa per tutte le versioni ma l'edizione limitata A contiene 2 booklet fotografici di 24 pagine ciascuno e un libretto con i testi mentre L'edizione B ha un DVD, contenente il video musicale di Blue Hour (versione Giapponese), alcuni filmati di retroscena e un booklet fotografico di 12 pagine. L'edizione regolare è accompagnata dal CD e dal libretto con i testi, inclusi anche nelle sue tre varianti limitate, le quali si differenziano tra loro per le photocard di accompagnamento e un poster.

## Tracce
1. Intro: Dreaming – 1:14 (Revin, Slow Rabbit)
2. Force – 4:01 (Motoki Ohmori)
3. Blue Hour (versione giapponese) – 3:30 (Slow Rabbit, Kyler Niko, Lil 27 Club, "Hitman" Bang)
4. 9 and Three Quarters (Run Away) (versione giapponese) – 3:31 ("Hitman" Bang, Supreme Boi, Slow Rabbit, Melanie Joy Fontana, Michel 'Lindgren' Schulz, Andreas Carlsson, Pauline Skött, Peter St. James)
5. Crown (versione giapponese) – 3:52 ("Hitman" Bang, Mayu Wakisaka, Melanie Joy Fontana, Michel 'Lindgren' Schulz, Slow Rabbit, Supreme Boi)
6. Angel or Devil (versione giapponese) – 3:54 ("Hitman" Bang, Melanie Joy Fontana, Michel 'Lindgren' Schulz, Naitumela Masuki, Pdogg, Peter Ibsen, Slow Rabbit, Supreme Boi)
7. Drama (versione giapponese) – 3:32 (Supreme Boi, Jake Torry, Noah Conrad, Roland "Rollo" Spreckley, El Capitxn)
8. Everlasting Shine – 3:14 (Yohei, UTA)
9. Can’t You See Me? (versione giapponese) – 3:22 ("Hitman" Bang, Eric Zayne, Melanie Joy Fontana, Michel 'Lindgren' Schulz, Naz Tokio, Slow Rabbit, Supreme Boi)
10. Outro: Still – 1:14 (El Capitxn, Summergal)

Edizione limitata B (DVD)
1. Blue Hour (Versione giapponese, Music Video & Making of Music Video)
2. Making of Jacket Photos

## Formazione
Gruppo
- Soobin – voce
- Yeonjun – voce
- Beomgyu – voce
- Taehyun – voce
- Hueningkai – voce

## Successo commerciale
L'album si è classificato alla posizione numero della classifica musicale giapponese Oricon ed è stato certificato oro dalla RIAJ per aver venduto più di 100 000 copie nel territorio giapponese.
Nel febbraio 2021, La casa discografica Universal Japan ha annunciato che Still Dreaming aveva venduto più di 200,000 copie in tutto il mondo.

## Classifiche

### Classifiche settimanali
| Classifica (2021) | Posizione massima |
| ----------------- | ----------------- |
| Giappone          | 1                 |
| Stati Uniti       | 173               |

### Classifiche di fine anno
| Classifica (2021) | Posizione |
| ----------------- | --------- |
| Giappone          | 36        |